# Queen Jane Approximately
"Queen Jane Approximately" é uma canção do músico e compositor norte-americano Bob Dylan lançada em seu álbum Highway 61 Revisited, em 1965. Foi lançada como single no lado B de "One of Us Must Know (Sooner or Later)" em janeiro de 1966. Também foi regravada por vários artistas, incluindo o Grateful Dead e o The Four Seasons.

## Significado
Semelhante a outras canções de Dylan desse período, "Queen Jane Approximately" apresenta o cantor criticando a personagem da música, avisando-a de uma queda iminente em desgraça. Embora abranja terreno semelhante a "Like a Rolling Stone", a canção é mais gentil e mostra alguma compaixão pela situação. O principal ponto da crítica é que a pessoa vive em um mundo inautêntico cheio de atitudes e pessoas superficiais e propriedades ritualizadas sem sentido. No entanto, o cantor também convida a personagem a vir vê-lo se e quando ela estiver disposta a romper com suas diversões superficiais e se envolver em uma experiência honesta e autêntica, ou quando ela precisar de alguém para finalmente colher os pedaços.
A música está estruturada em cinco versos, em que os dois primeiros tratam da relação da Rainha Jane com sua família, os dois segundos tratam de sua relação com seus "cortesãos" e o último trata de sua relação com bandidos. Essa estrutura essencialmente mapeia um caminho desde os mais próximos a ela até a saída de sua situação atual, preparando-se para as últimas linhas do quinto verso onde o narrador indaga: "E você quer alguém com quem não precisa conversar/ Não quer vir me ver, Rainha Jane?" A canção incorpora várias atitudes em relação ao assunto, incluindo condescendência, hipocrisia, desprezo, compaixão e desdém.

## Estilo
A música é estruturada como uma série de versos em quarteto ABAB, com cada verso seguido por um refrão que é uma repetição da última linha do verso, que é sempre "você não vem me ver Rainha Jane." Cada linha B termina com uma rima em "ain", enquanto as linhas A terminam com uma rima de dupla sílaba, como "cheek to / speak to" ou "lent you / resent you". A música é gravada com uma filosofia consistente com o resto do álbum Highway 61 Revisited. As guitarras elétricas estão fora de sintonia ou fora de fase e entram em choque com os acordes de órgão e piano, o baixo tem inflexões espanholas e a mixagem é crua com um som similar ao rock de garagem. Os músicos de "Queen Jane Aproximadamente" incluem Dylan, Mike Bloomfield nas guitarras elétricas e Al Kooper e Paul Griffin nos teclados.

## Identidade da personagem-título
Uma das questões persistentes sobre a música é a identidade da Rainha Jane a quem o título se refere. Especulações sobre o assunto incluem as rainhas Casa de Tudor, Joana Grey e Joana Seymour. Ainda mais especulações se concentraram em Joan Baez, já que a semelhança dos nomes "Jane" e "Joan" permite que o nome da personagem-título seja uma tentativa velada de ocultar a identidade de Baez, as reputações de Dylan e Baez como rei e rainha da música tradicional, e o azedamento da relação entre ambos na época em que a canção foi escrita. No entanto, em 1965, o próprio Dylan disse à jornalista Nora Ephron que "a Rainha Jane é um homem".

## Apresentações ao vivo
Embora o cantor raramente tenha tocado essa música em concerto, uma versão ao vivo aparece no álbum Dylan & The Dead. Numa pesquisa de 2005 com artistas feita pelo Mojo, "Queen Jane Approximately" foi listada como a 70ª música de todos os tempos de Bob Dylan.